# Itaipava Arena Fonte Nova
L'Itaipava Arena Fonte Nova ou Arena Fonte Nova, aussi connu en tant que Complexo Esportivo Cultural Octávio Mangabeira, est un stade situé dans la ville de Salvador dans le Bahia au Brésil.

## Histoire
Le stade est construit sur l'emplacement de l'Estádio Fonte Nova ouvert en 1951. Le nouveau stade, est inauguré le 13 avril 2013, deux jours plus tard a lieu le derby de la ville entre EC Bahia et EC Vitória (1 à 5).
Le stade est l'une des 12 enceintes qui accueille des matchs de la Coupe du monde de football de 2014 et des matchs de football des Jeux olympiques de 2016.

## Événements
- Coupe des confédérations 2013
- Coupe du monde de football de 2014
- Football aux Jeux olympiques d'été de 2016
- Copa América 2019

### Coupe des confédérations 2013
L'Arena Fonte Nova accueille des rencontres de la Coupe des confédérations 2013.
| Date         | Heure (UTC−3) | Équipe #1 | Score               | Équipe #2 | Tour                   | Affluence |
| ------------ | ------------- | --------- | ------------------- | --------- | ---------------------- | --------- |
| 20 juin 2013 | 19.00         | Nigeria   | 1 – 2               | Uruguay   | Groupe B               | 26,769    |
| 22 juin 2013 | 16.00         | Italie    | 2 – 4               | Brésil    | Groupe A               | 48,874    |
| 30 juin 2013 | 13.00         | Uruguay   | 2 – 2 (2 - 3 t.a.b) | Italie    | Match pour la 3e place | 43,382    |

## Galerie

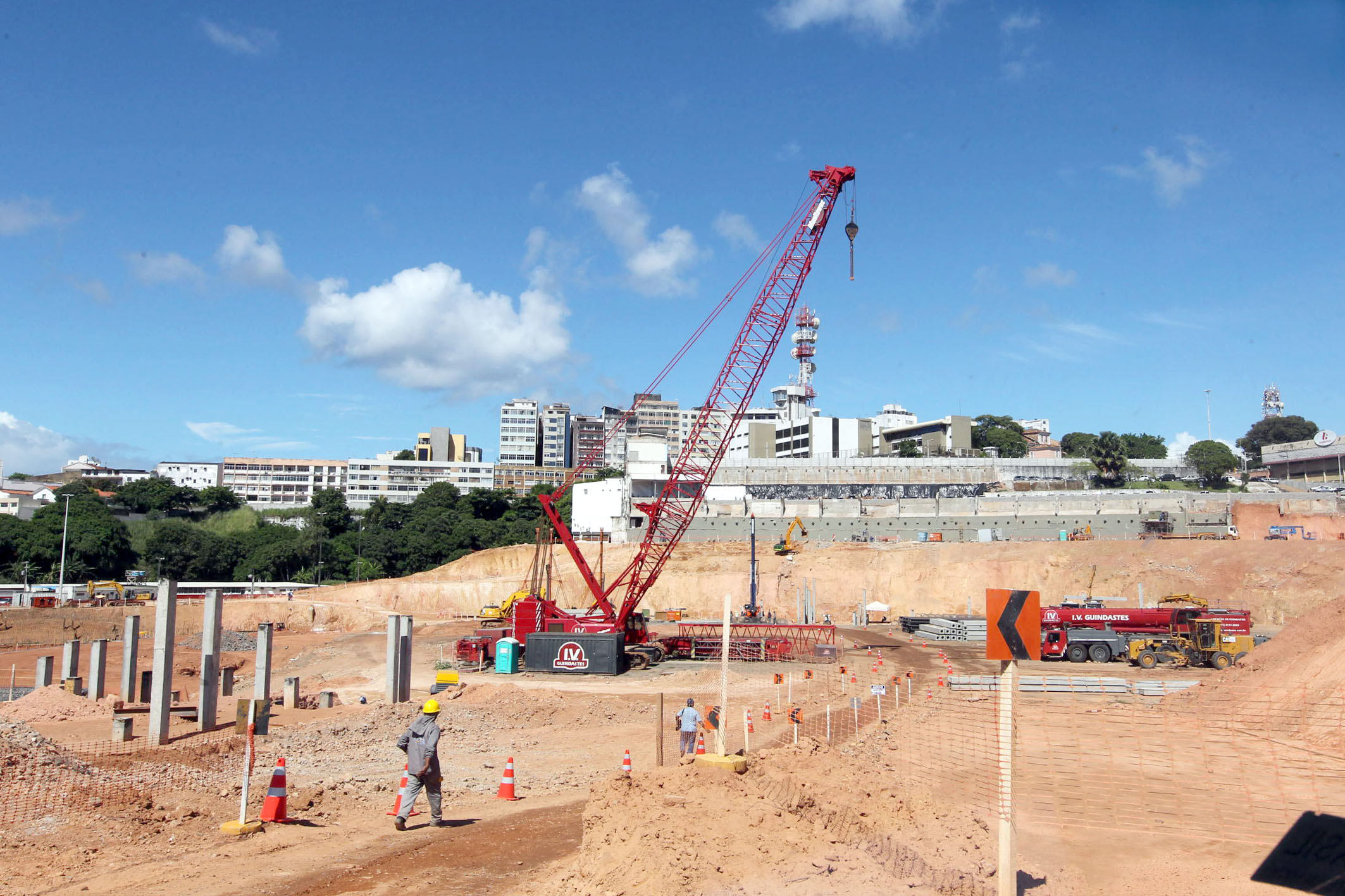
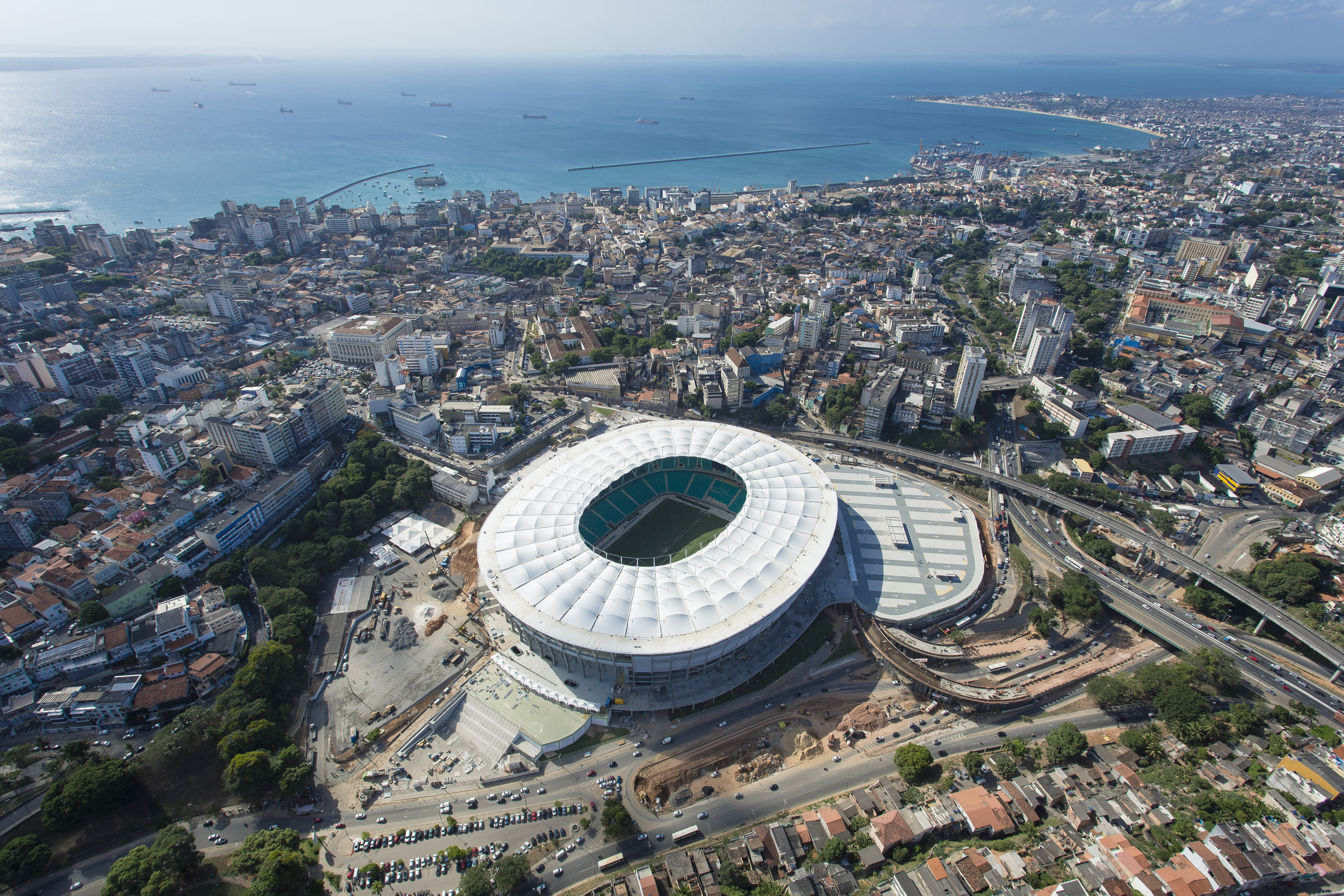
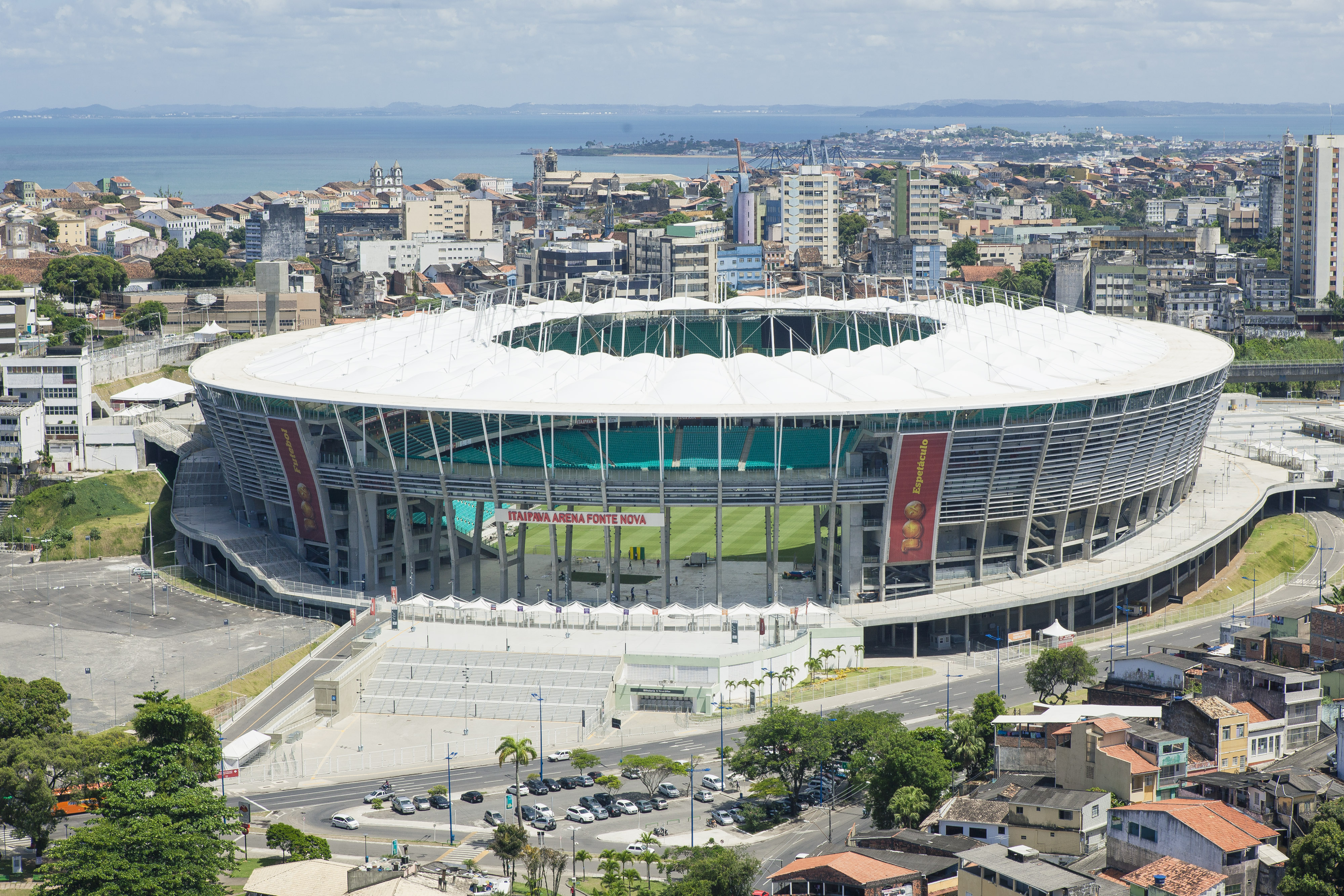
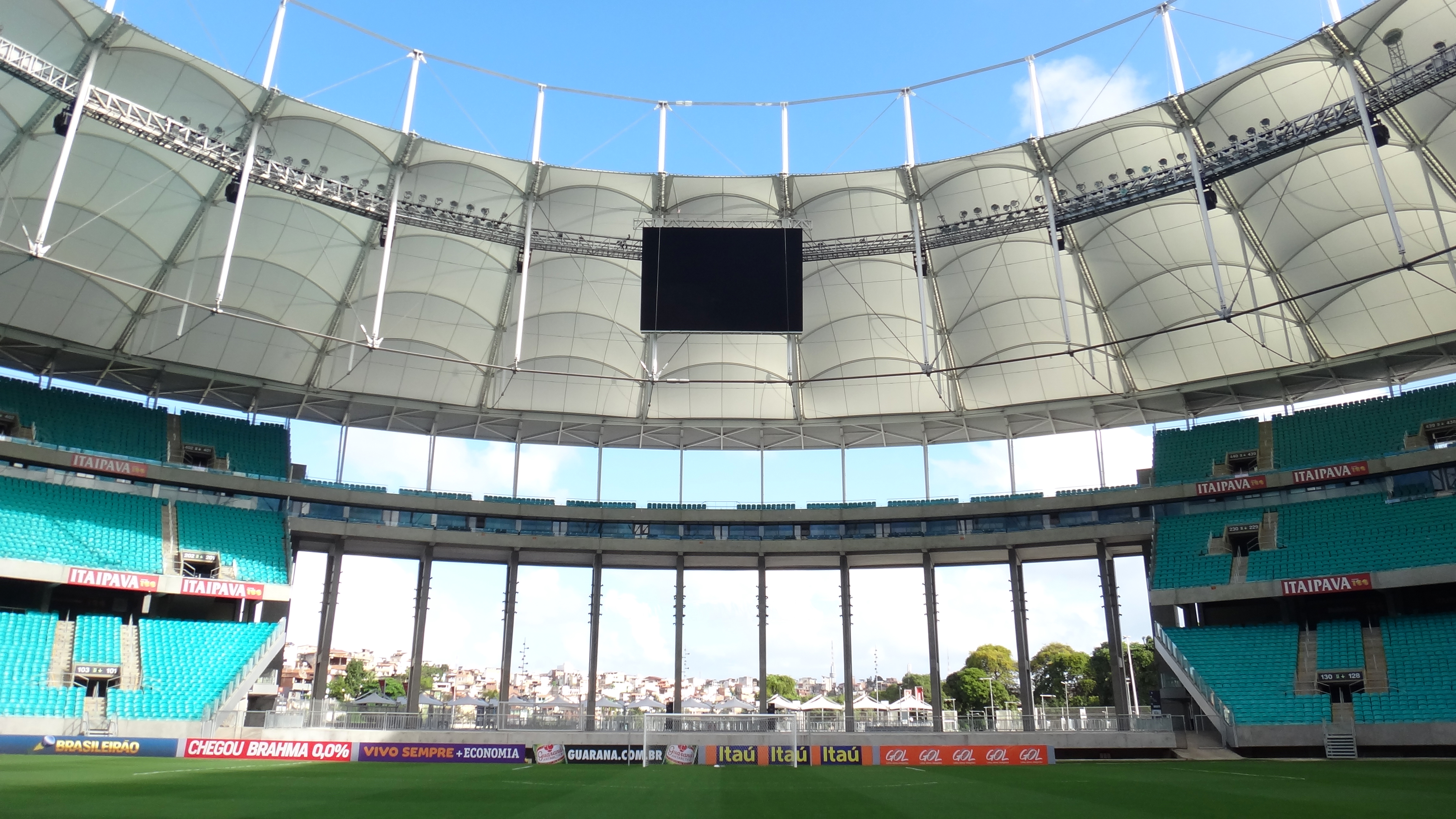
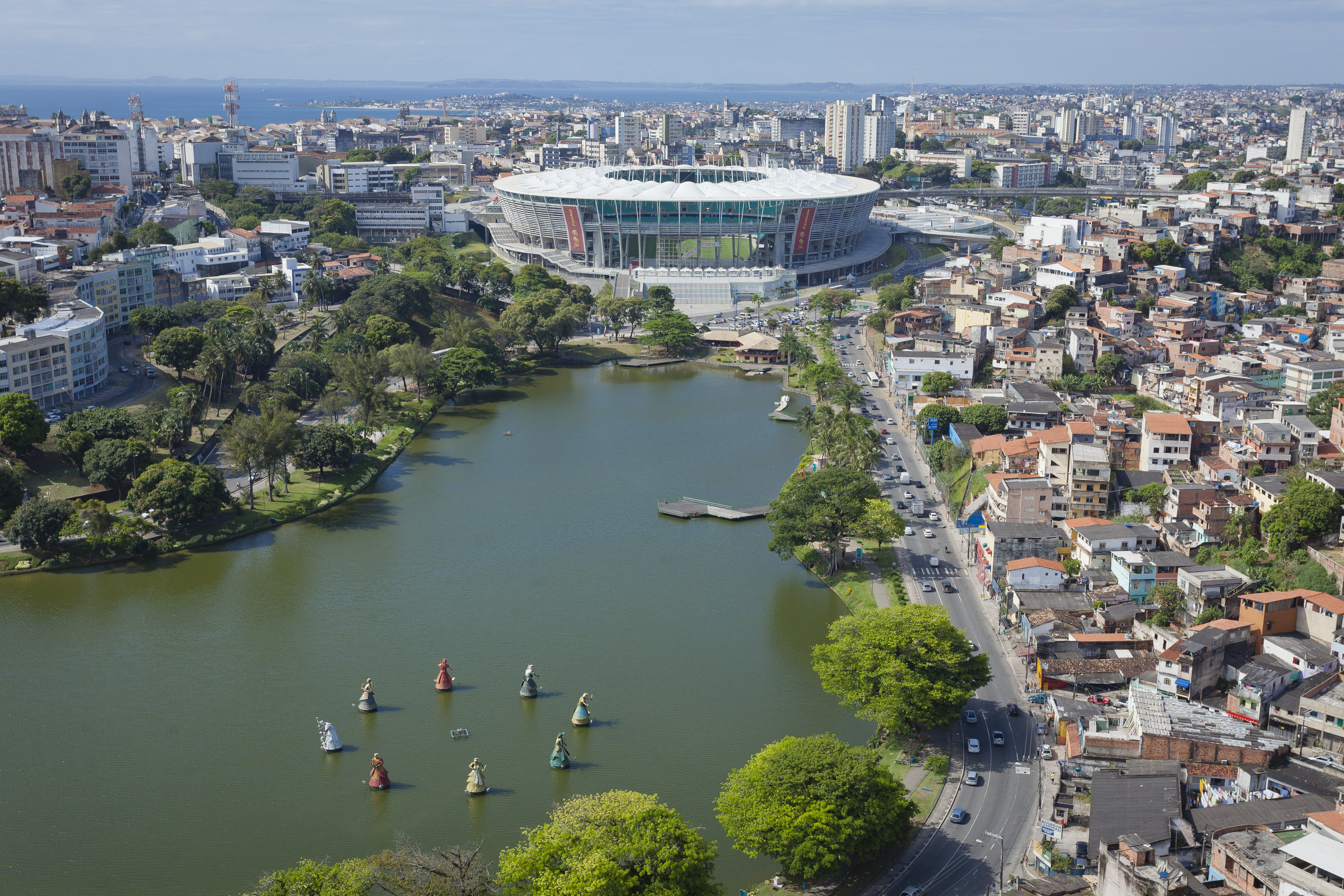
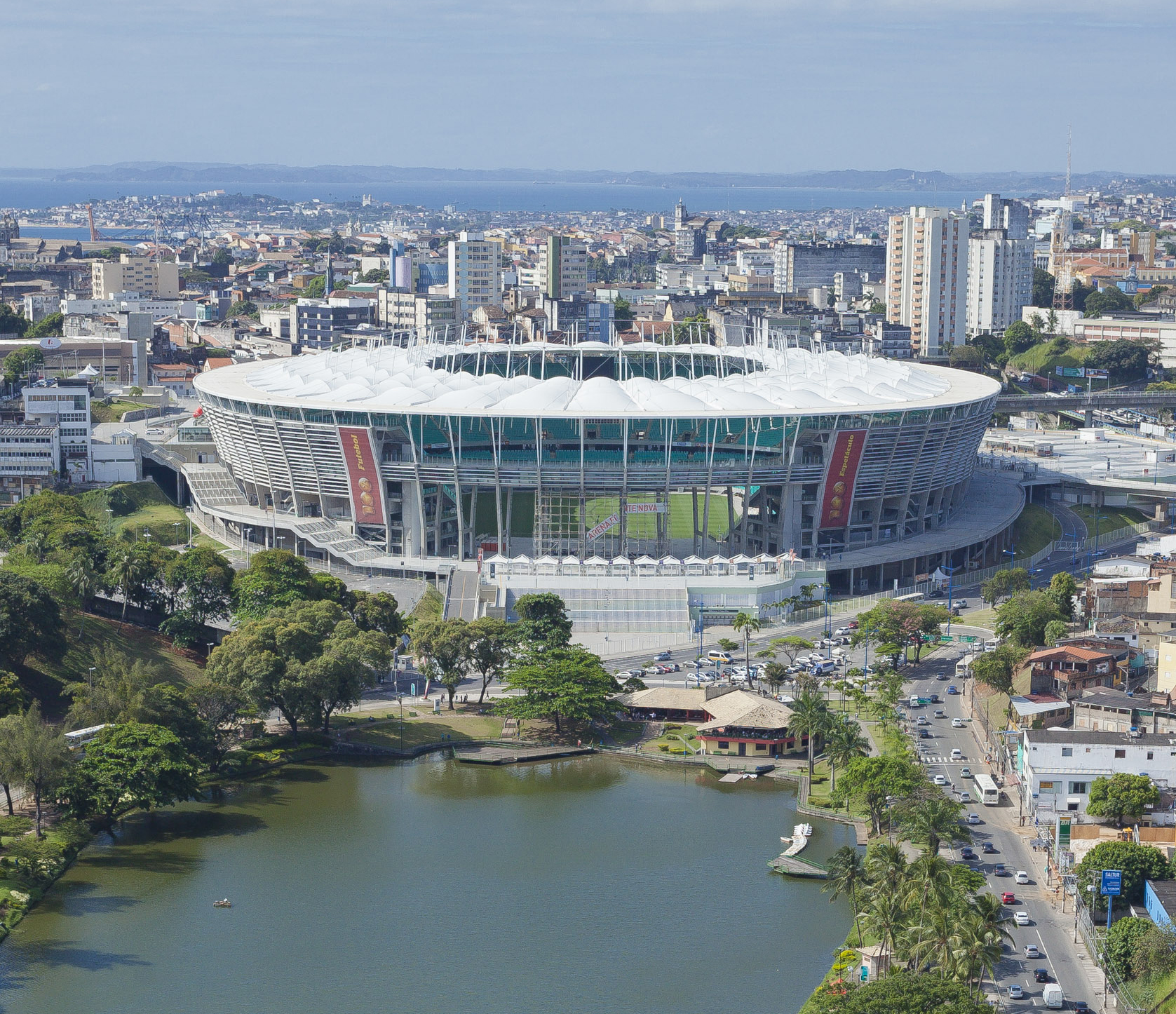
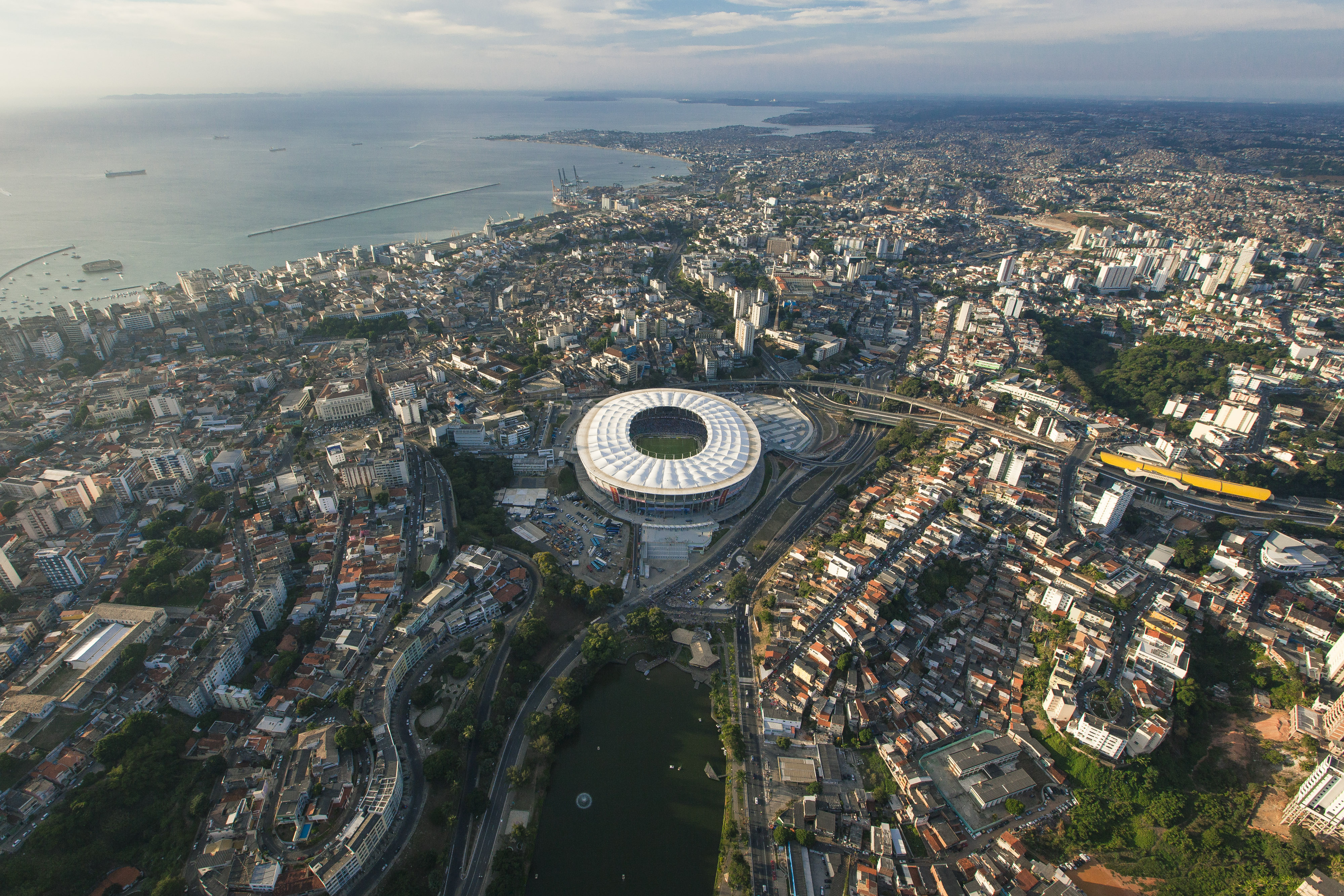
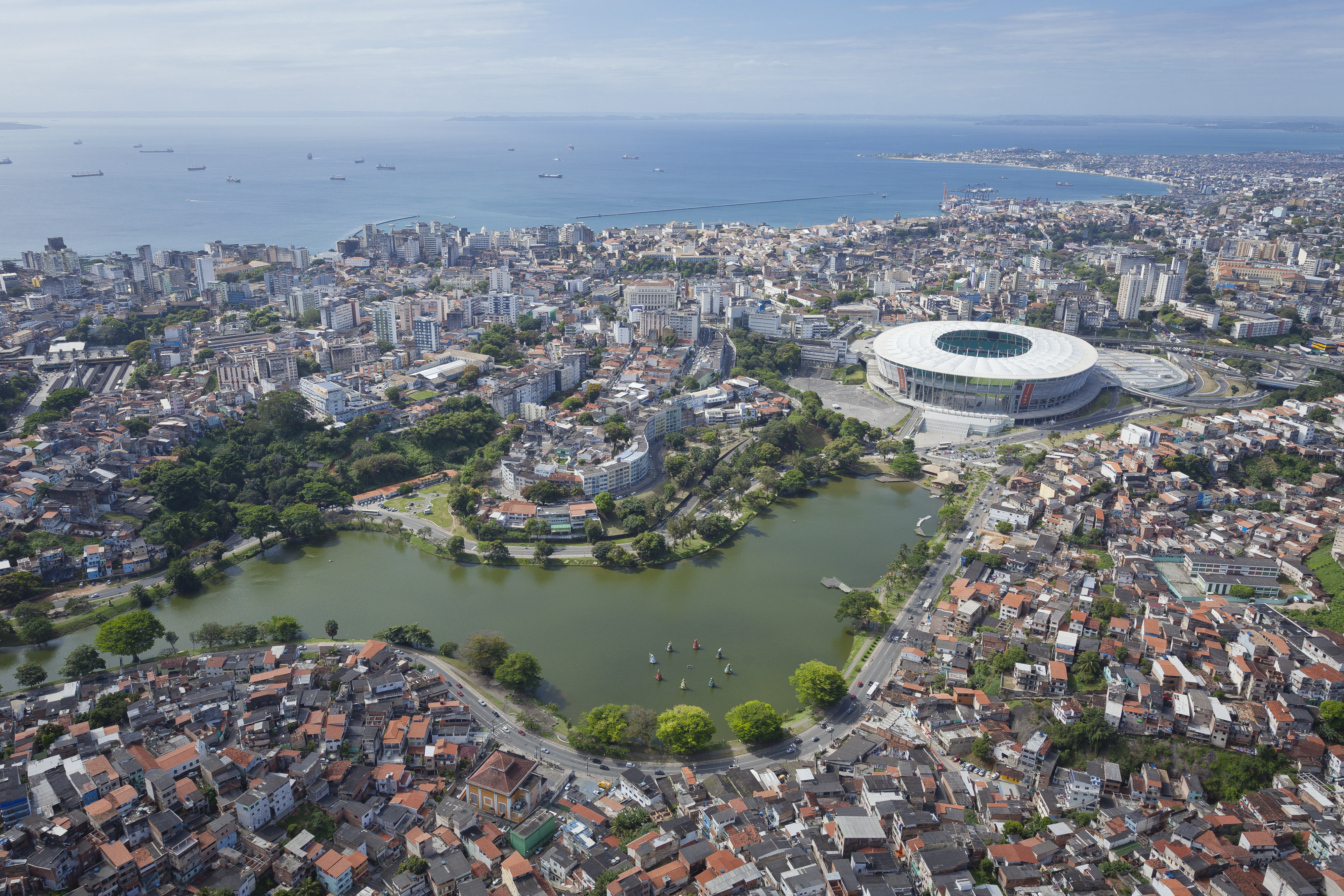
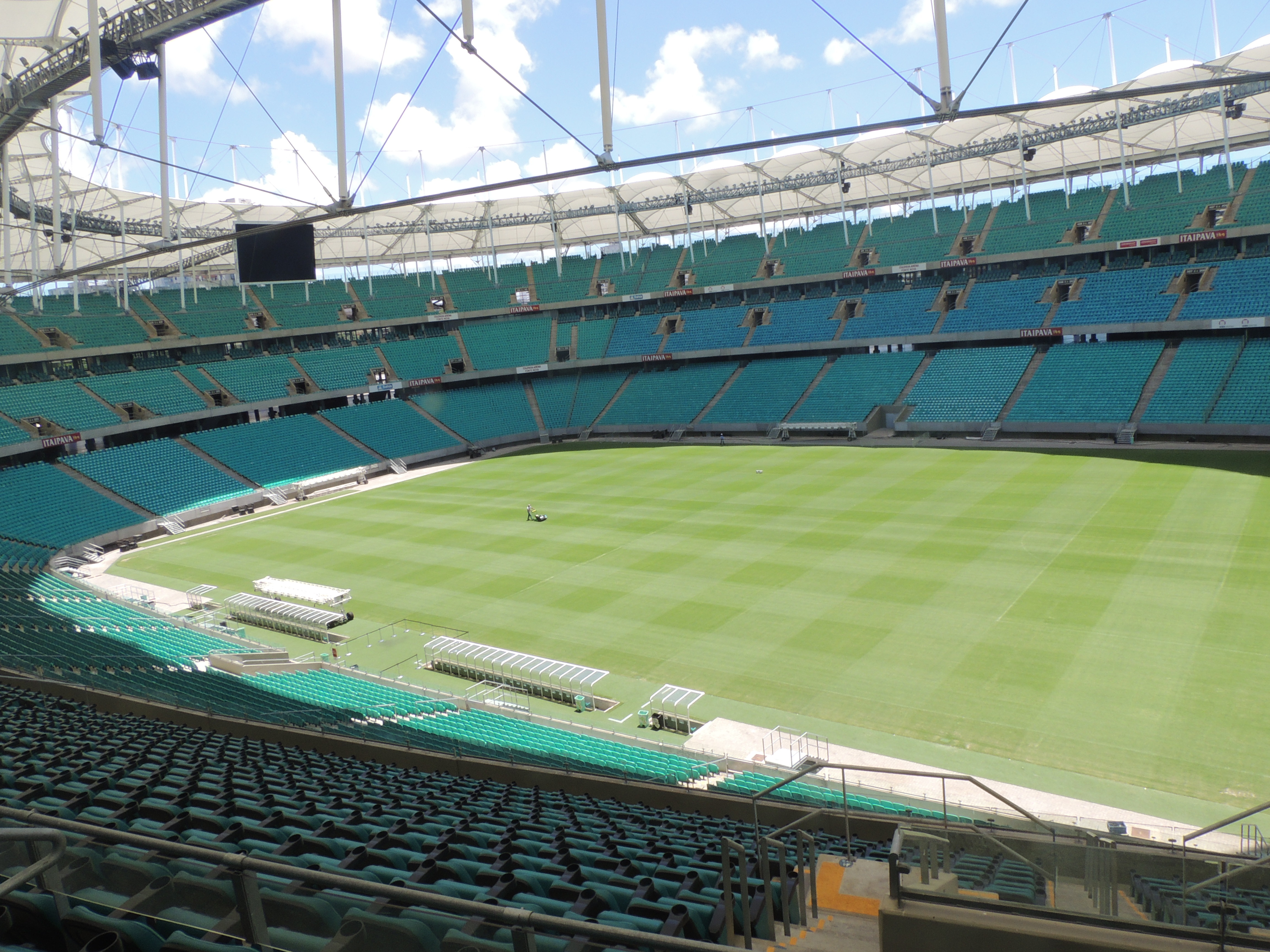
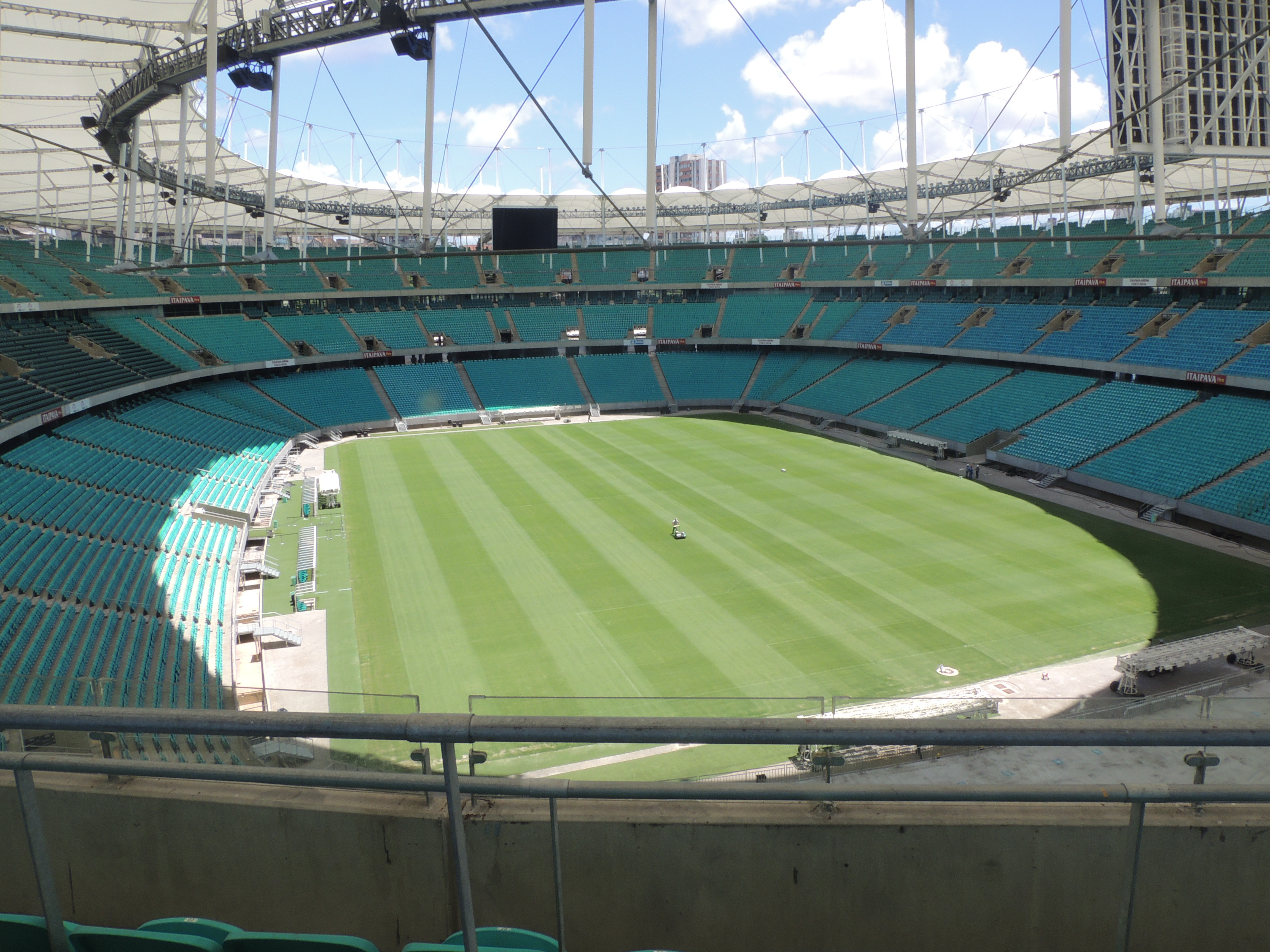

### Coupe du monde de football de 2014
L'Arena Fonte Nova accueille des rencontres de la Coupe du monde de football de 2014.
| Date             | Heure (UTC−3) | Équipe 1           | Équipe 2   | Score               | Buteurs                                                         | Tour                | Affluence |
| ---------------- | ------------- | ------------------ | ---------- | ------------------- | --------------------------------------------------------------- | ------------------- | --------- |
| 13 juin 2014     | 16.00         | Espagne            | Pays-Bas   | 1 – 5               | Alonso - Robben (X2),De Vrij, van Persie (X2)                   | Groupe B            | 48,173    |
| 16 juin 2014     | 13.00         | Allemagne          | Portugal   | 4 – 0               | Müller (X3) , Hummels                                           | Groupe G            | 51,081    |
| 20 juin 2014     | 16.00         | Suisse             | France     | 2 – 5               | Džemaili, Xhaka - Giroud, Matuidi , Valbuena, Benzema , Sissoko | Groupe E            | 51,003    |
| 25 juin 2014     | 13.00         | Bosnie-Herzégovine | Iran       | 3 – 1               | Džeko, Pjanić, Vršajević - Ghoocannejhad                        | Groupe F            | 48,011    |
| 1er juillet 2014 | 17.00         | Belgique           | États-Unis | 2 – 1 a.p.          | De Bruyne, Lukaku - Green                                       | Huitièmes de finale | 51,227    |
| 5 juillet 2014   | 17.00         | Pays-Bas           | Costa Rica | 0 – 0 (4 - 3 t.a.b) |                                                                 | Quarts de finale    | 51,179    |